# 达穆沙尔
达穆沙尔（英語：Dhamsar）是孟加拉国巴里萨尔专区巴里萨尔县的一个村落。